# Leichtathletik-Weltmeisterschaften 1995/Teilnehmer (Österreich)
| Goldmedaillen | Silbermedaillen | Bronzemedaillen |
| ------------- | --------------- | --------------- |
| –             | –               | –               |

Österreich stellte mindestens drei Teilnehmerinnen und fünf Teilnehmer bei den Leichtathletik-Weltmeisterschaften 1995 in der schwedischen Stadt Göteborg.

## Ergebnisse

### Männer

#### Laufdisziplinen
| Athlet            | Disziplin    | Vorlauf     | Vorlauf | Viertelfinale | Viertelfinale | Halbfinale         | Halbfinale         | Finale             | Finale             |
| Athlet            | Disziplin    | Zeit        | Platz   | Zeit          | Platz         | Zeit               | Platz              | Zeit               | Platz              |
| ----------------- | ------------ | ----------- | ------- | ------------- | ------------- | ------------------ | ------------------ | ------------------ | ------------------ |
| Michael Wildner   | 800 m        | 1:57,58 min | 43      |               |               | nicht qualifiziert | nicht qualifiziert | nicht qualifiziert | nicht qualifiziert |
| Werner Edler-Muhr | 1500 m       | 3:47,06 min | 30      |               |               | nicht qualifiziert | nicht qualifiziert | nicht qualifiziert | nicht qualifiziert |
| Herwig Röttl      | 110 m Hürden | 13,85 s     | 31      |               |               | nicht qualifiziert | nicht qualifiziert | nicht qualifiziert | nicht qualifiziert |

#### Sprung/Wurf
| Athlet         | Disziplin   | Qualifikation | Qualifikation | Finale             | Finale             |
| Athlet         | Disziplin   | Weite         | Platz         | Weite              | Platz              |
| -------------- | ----------- | ------------- | ------------- | ------------------ | ------------------ |
| Christian Nebl | Kugelstoßen | 18,33 m       | 23            | nicht qualifiziert | nicht qualifiziert |
| Gregor Högler  | Speerwurf   | 76,40 m       | 17            | nicht qualifiziert | nicht qualifiziert |

### Frauen

#### Laufdisziplinen
| Athletin       | Disziplin | Vorlauf     | Vorlauf | Viertelfinale | Viertelfinale | Halbfinale  | Halbfinale | Finale             | Finale             |
| Athletin       | Disziplin | Zeit        | Platz   | Zeit          | Platz         | Zeit        | Platz      | Zeit               | Platz              |
| -------------- | --------- | ----------- | ------- | ------------- | ------------- | ----------- | ---------- | ------------------ | ------------------ |
| Theresia Kiesl | 1500 m    | 4:14,52 min | 13      |               |               | 4:12,31 min | 20         | nicht qualifiziert | nicht qualifiziert |

#### Sprung/Wurf
| Athlet          | Disziplin  | Qualifikation | Qualifikation | Finale             | Finale             |
| Athlet          | Disziplin  | Weite/Höhe    | Platz         | Weite/Höhe         | Platz              |
| --------------- | ---------- | ------------- | ------------- | ------------------ | ------------------ |
| Monika Gollner  | Hochsprung | 1,80 m        | 33            | nicht qualifiziert | nicht qualifiziert |
| Ljudmila Ninova | Weitsprung | 6,32 m        | 26            | nicht qualifiziert | nicht qualifiziert |